# Acalolepta frenchi
Acalolepta frenchi är en skalbaggsart som beskrevs av Blackburn 1891. Acalolepta frenchi ingår i släktet Acalolepta och familjen långhorningar. Inga underarter finns listade i Catalogue of Life.